# JEGA

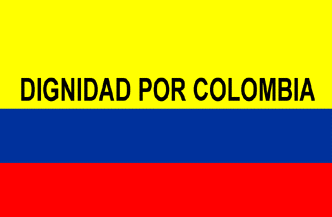
Bandera de JEGA

JEGA és el nom d'un moviment guerriller de Colòmbia que pren el seu nom de les inicials de Jorge Eliécer Gaitán Ayala, el cap lliberal assassinat el 1948. El seu dirigent és Hugo Antonio Toro àlies "Bochica", fugit de presó el 31 de desembre de 1998.
Aquest grup guerriller va ser conegut també pel nom de "Dignitat per Colòmbia" quan van segrestar al germà de l'expresident colombià Cèsar Gaviria.
La seva bandera és la nacional colombiana amb la inscripció "Dignitat per Colòmbia"